# Joe Johnson (giocatore di snooker)
Joe Johnson (Bradford, 29 luglio 1952) è un giocatore di snooker inglese.
Johnson fu campione del mondo nel 1986 e ritiratosi dal professionismo nel 2004. 
Professionista dal 1979, raggiunse la finale del Professional Players Championship nel 1983, cui perse 9-8 contro Tony Knowles. Nel 1985 Johnson raggiunse il numero sedici nei classificazioni. 
Prima del campionato del mondo nel 1986, le quote degli allibratori davano Johnson perdente 150-1. Nonostante, Johnson vinse contro Dave Martin, Mike Hallett, Terry Griffiths e Tony Knowles per raggiungere la finale contro Steve Davis, il numero uno giocatore di snooker e tre volte campione del mondo. Sorprendentemente, Johnson vinse 18-12.
Nell'anno prossimo, Johnson e Davis si incontrarono di nuovo nella finale del campionato del mondo, ma questa volta Johnson perse 18-14. Johnson vinse anche il Scottish Masters nel 1987, battendo Terry Griffiths 9-7 nella finale. Raggiunse il numero cinque nei classificazioni dopo questi successi. La forma di Johnson calò e scese I classificazioni negli anni novanta. Giocò nel campionato del mondo per l'ultima volta nel 1991. Si è ritirato dal gioco professionistico nel 2004.